# Junkers Ju 388
Junkers Ju 388 Störtebeker – niemiecki samolot myśliwski, bombowy i rozpoznawczy, wersja rozwojowa samolotu Ju 188, który bazował na znanym modelu Junkersa Ju 88 i tak jak one był dolnopłatem z dwoma silnikami, oraz całkowicie metalową konstrukcją. Główne różnice w stosunku do poprzedników to: zdolność do operowania na wysokim pułapie dzięki wyposażeniu w kabinę ciśnieniową i zastosowanie tzw. silników wysokościowych. Jako bombowiec wysokościowy Ju 388 K i samolot rozpoznawczy na dużych wysokościach Ju 388 L, miał unikać ataków wrogich standardowych samolotów myśliwskich dzięki wysokiemu pułapowi lotu. Wariant nocnego myśliwca i niszczyciela Ju 388 J był przeznaczony do zwalczania wrogich bombowców wysokościowych, np. Boeing B-29. 

## Historia

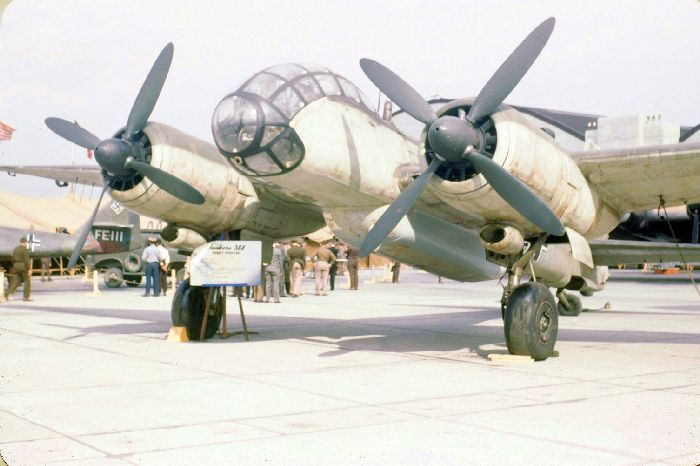
Junkers Ju 388 L-1 z widoczną komorą bombową

Podjęcie prac nad Ju 388 spowodowane było obawą dowództwa Luftwaffe, że nie będą w stanie zwalczać bombowców wysokościowych USA, ponieważ zakładano, że będą one latały na wysokości ponad 10 000 m. Pułap ten był nieosiągalny w tym czasie dla standardowych niemieckich samolotów myśliwskich. Niemcy przewidywali użycie Ju 388 na przełomie 1944/1945. 
Celem konstruktorów było wykorzystanie jak największej ilości części z Ju 88 i Ju 188, które były w seryjnej produkcji. Aby skrócić czas osiągnięcia przewidzianego pułapu zrezygnowano z powiększenia skrzydeł, co było typowym rozwiązaniem w samolotach wysokościowych. Konstrukcje skrzydła i usterzenie zostały całkowicie przejęte z poprzednich modeli z minimalnymi zmianami. Zwiększenie prędkości można było osiągnąć dzięki całkowicie przeprojektowanemu dziobowi kadłuba, co poprawiło własności aerodynamiczne samolotu. W porównaniu z Junkersem Ju 188 maszyna różniła się także zastosowaniem silników wysokościowych z czterołopatowymi śmigłami, montażem kabiny ciśnieniowej z klimatyzacją, pokładową grzałką do odladzania lameli poziomych oraz niezabezpieczonym zbiornikiem paliwa o pojemności 500 litrów wbudowanym w konstrukcję skrzydła z wentylem na zewnętrznej krawędzi skrzydła do szybkiego spustu paliwa. Dla obrony na końcu kadłuba zainstalowano zdalnie sterowaną tylną wieżyczkę z podwójnie sprzężonymi karabinami maszynowymi MG 131 kaliber 13 mm. Do celowania służył peryskopowy celownik PVE 11 z widokiem ponad i pod kadłubem samolotu.

## Wersje
Planowano budowę trzech wersji Ju 388:
- seria J – jako nocny myśliwiec
- seria K – jako bombowiec wysokościowy
- seria L – jako samolot rozpoznawczy na dużych wysokościach.

Każda z serii ze względu na zastosowany silnik była podzielona na trzy podgrupy:
- 1. z silnikami BMW 801 TJ zaopatrzone w turbosprężarkę na gazy spalinowe[1]
- 2. z silnikami własnymi Junkersa Jumo 222 E/F, które miały zapewnić prędkość 700 km/h na wysokości 11 000 m
- 3. z silnikami własnymi Junkersa Jumo 213 E, które zapewniały największy zasięg dzięki niskiemu zużyciu paliwa.

## Produkcja
W Dessau zbudowano sześć prototypów, po dwa Ju 388 J-1, K-1 i L-1 oraz Ju 388 L-0/V7, który jako pierwszy Ju 388 wzbił się w powietrze 22 grudnia 1943. Junkers wyprodukował również przedseryjne bombowce K-0 i samoloty rozpoznawcze L-0 z dużych elementów Ju 188, które zostały przejęte z bieżącej produkcji seryjnej. Do końca listopada 1944 wyprodukowano 15 Ju 388 L-0, głównie w Merseburgu, i siedem Ju 388 K-0; pierwotnie planowano 50 K-0, ale niektóre z nich zostały przerobione na rozpoznawcze, a kilka maszyn zostało zniszczonych podczas bombardowań, zanim ostatecznie zostały ukończone w Merseburgu. Nocny myśliwiec Ju 388 J i bombowiec w wersji K nie były produkowane seryjnie. Tylko samolot rozpoznawczy L-1 został zbudowany w małej serii, w sumie 66 samolotów w ATG (Allgemeine Transportanlagen-Gesellschaft) w Lipsku i Weserflug (Weser-Flugzeugbau GmbH) w Legnicy na Dolnym Śląsku. Tylko nieliczne Junkersy Ju 388 zostały wysłane do jednostek frontowych Luftwaffe. Nie jest jasne, czy brały udział w misjach bojowych.

## Zachowane egzemplarze
Zachował się pojedynczy Ju 388 o numerze seryjnym 560049, który w maju 1945 wpadł w ręce amerykańskich sił zbrojnych w Merseburgu. Stamtąd dotarł najpierw przez stacje pośrednie w Kassel i Cherbourg do Dayton w stanie Ohio, gdzie przeprowadzono testy w locie na Wright Field. Obecnie znajduje się w Paul E. Garber Preservation, Restoration and Storage Facility, będącym częścią Narodowego Muzeum Lotnictwa i Przestrzeni Kosmicznej (US National Air & Space Museum), gdzie ma zostać podjęta gruntowna renowacja.